# Археологический парк Маундвиль

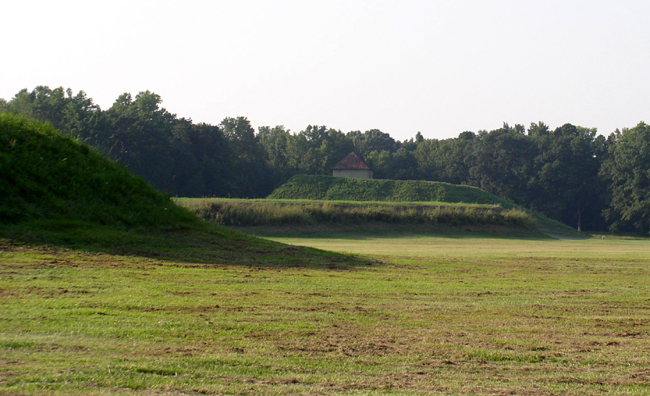
Вид через центральную площадку с кургана J на курган B, в центре — курган A.

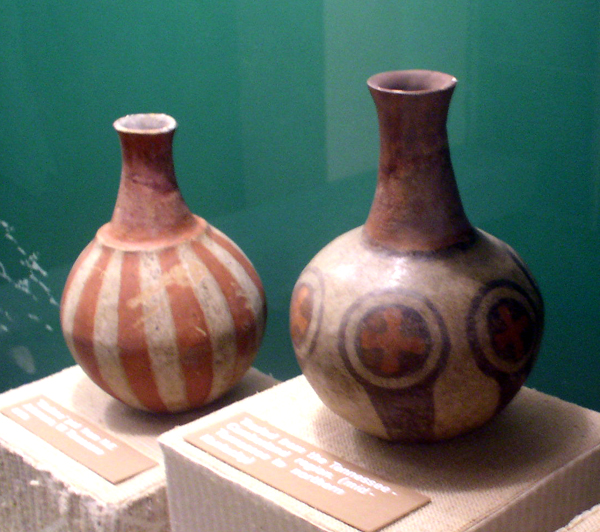
Индейская керамика, найденная в Маундвиле

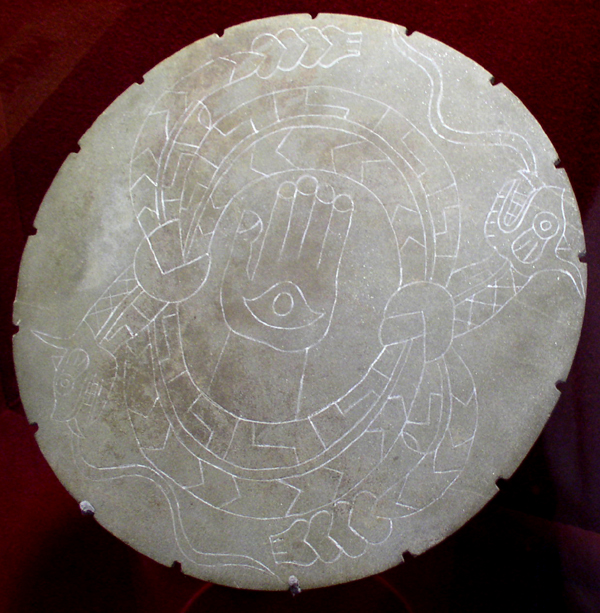
Каменная плитка с гравировкой из Маундвиля, на которой изображён рогатый змей, возможно, Великий змей — персонаж Юго-восточного церемониального комплекса (см. толкование иконографии в соответствующей статье)

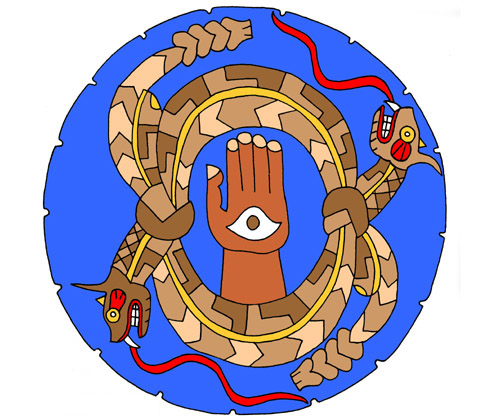
Тот же Рогатый змей — цветной рисунок индеаниста Эронимуса Рау (Heironymous Rowe) на основе вышеприведенного каменного изображения

Археологический парк Маундвиль — памятник миссисипской культуры на реке Блэк-Уорриор в округе Хэйл, штат Алабама, около города Маундвиль. Масштабные археологические исследования показали, что данное место представляло собой политический и церемониальный центр регионального вождества миссисипской культуры в период 11-14 веков н. э. Археологический парк находится в управлении музейной администрации Университета Аламабы и занимает площадь в 172 акра. Он состоит из 32 платформенных курганов, расположенных вокруг прямоугольной площади.
Маундвиль — второй по величине памятник среднемиссисипской эры после Кахокии в Иллинойсе. В парке имеются музей и археологическая лаборатория. Парк был объявлен Национальным историческим памятником в 1964 году и включен в Национальный реестр исторических мест США в 1966 году.

## Место
Место было заселено индейцами миссисипской культуры в период 1000—1450 гг. Общая площадь поселения занимала 120 гектаров. Поселение было защищено с 3 сторон деревянным палисадом, а с 4-й — рекой, служившей естественной преградой. Крупнейшие платформенные курганы расположены на северной окраине площади; размер курганов постепенно уменьшается по мере удаления от северных курганов на юг как по часовой, так и против часовой стрелки вокруг площади. Историки предполагают, что северные курганы были заняты наиболее высокопоставленными кланами, а меньшие курганы использовались как основания для жилых помещений, могильников и других сооружений. Из двух крупнейших курганов Курган A занимает центральное положение на большой площади, а курган B находится севернее и представляет собой крутой пирамидальный курган высотой 18 метров с двумя выровненными склонами для подъёма на вершину.
Такая планировка поселения во многом напоминает социограмму, то есть является архитектурным отражением социальной иерархии, основанной на кланах. Согласно такой модели, община Маундвиля подразделялась на несколько клановых участков, причём положение клана отражалось на размере и расположении курганов у центральной площади.
К 1350 году Маундвиль использовался скорее как религиозно-политический центр, чем как поселение. С этого момента начинается упадок, который завершается в 1500 г., когда эта местность была покинута обитателями.

## Население
Территория в окрестностях Маундвиля была плотно заселена в начале 2 тыс. н. э. Большинство курганов и публичных сооружений возникло уже после 1200 г. н. э. В момент расцвета поселения здесь, по оценкам, обитало около 1000 человек внутри стен и ещё около 10000 человек в прилегающих посёлках. Местные жители были искусными земледельцами, в особенности широко культивировалась кукуруза. При раскопках Маундвиля обнаружены многочисленные предметы роскоши из таких привозных (нехарактерных для данных мест) материалов, как медь, слюда, галенит и морские раковины.
Маундвиль весьма ценится среди археологов за художественную ценность обнаруженных артефактов — украшений, местной керамики, изделий из камня и чеканной меди.

## Раскопки
Первые крупные раскопки провёл в 1905-06 гг. Кларенс Блумфилд Мур. Его работа привлекла к памятнику общенациональное внимание, а результаты раскопок во многом способствовали пониманию Юго-восточного церемониального комплекса.
Одной из наиболее важных находок была изящная чаша с резьбой из диорита, изображающая каролинскую утку с характерным хохолком на голове. В настоящее время эта чаша находится в Центре Джорджа Густава Хэя в Нью-Йорке (филиал Национальном музее американских индейцев). Именно вывоз из Маундвиля этого и ряда других важных артефактов заставил законодательный совет Алабамы установить запрет на вывоз археологических артефактов с территории штата. Мур также подвергался критике профессионалов за грубое и небрежное ведение раскопок.
Первые крупномасштабные научные раскопки памятника начали вести с 1929 году геолог Уолтер Джонс (en:Walter B. Jones (geologist)), директор Алабамского музея естественной истории, и археолог Дэвид Л. Дежарнет (David L. DeJarnette). В настоящее время раскопки продолжают доктор Джим Найт (Jim Knight), куратор юго-восточной археологии Алабамского университета, занимающийся также реконструкцией этнической истории индейских культур.